# 정해방
정해방(丁海昉, 1950년 9월 1일 ~ , 구미)은 대한민국의 6대 기획예산처 차관을 역임한 정치인이다. 본관은 나주.

## 수상
- 1998년 홍조근정훈장[1]